# Stefan Edberg
Stefan Bengt Edberg (n. 19 ianuarie 1966, Västervik, Comitatul Kalmar, Suedia) este un fost jucător profesionist de tenis, numărul 1 mondial  la simplu și la dublu, din Suedia. În timpul carierei sale, el a câștigat șase premii Grand Slam la simplu, și trei titluri Grand Slam la dublu. Edberg este unul dintre cei mai buni jucători care utilizează tehica serviciu-voleu ai tuturor timpurilor, pentru excelentul său voleu, și pentru comportamenul său exemplar și ambasador al sportului.

## Finale de Grand Slam la simplu

### Victorii (6)
| An   | Campionat       | Oponent în finală | Scor final              |
| ---- | --------------- | ----------------- | ----------------------- |
| 1985 | Australian Open | Mats Wilander     | 6-4, 6-3, 6-3           |
| 1987 | Australian Open | Pat Cash          | 6-3, 6-4, 3-6, 5-7, 6-3 |
| 1988 | Wimbledon       | Boris Becker      | 4-6, 7-6, 6-4, 6-2      |
| 1990 | Wimbledon       | Boris Becker      | 6-2, 6-2, 3-6, 3-6, 6-4 |
| 1991 | US Open         | Jim Courier       | 6-2, 6-4, 6-0           |
| 1992 | US Open         | Pete Sampras      | 3-6, 6-4, 7-6, 6-2      |

### Runner-ups (5)
| Year | Campionat       | Oponent în finală | Scor final              |
| ---- | --------------- | ----------------- | ----------------------- |
| 1989 | French Open     | Michael Chang     | 6-1, 3-6, 4-6, 6-4, 6-2 |
| 1989 | Wimbledon       | Boris Becker      | 6-0, 7-6, 6-4           |
| 1990 | Australian Open | Ivan Lendl        | 4-6, 7-6, 5-2 (retired) |
| 1992 | Australian Open | Jim Courier       | 6-3, 3-6, 6-4, 6-2      |
| 1993 | Australian Open | Jim Courier       | 6-2, 6-1, 2-6, 7-5      |

## Titluri la simplu (42)
- 1984 – Milano, Los Angeles Olympics (demonstration sport)

- 1985 – Memphis, San Francisco, Basel, Australian Open (Grass)

- 1986 – Gstaad, Basel, Stockholm
- 1987[nefuncțională]
 – Australian Open (Hard), Memphis, Rotterdam, Tokyo Outdoor, Cincinnati, Tokyo Indoor, Stockholm

- 1988 – Rotterdam, Wimbledon, Basel

- 1989 – Tokyo Outdoor, Masters
- 1990[nefuncțională]
 – Indian Wells, Tokyo Outdoor, Wimbledon, Los Angeles, Cincinnati, Long Island, Paris Indoor
- 1991[nefuncțională]
 – Stuttgart Indoor, Tokyo Outdoor, Queen's Club, US Open, Sydney Indoor, Tokyo Indoor

- 1992 – Hamburg, New Haven, US Open

- 1993 – Madrid

- 1994 – Doha, Stuttgart Indoor, Washington

- 1995 – Doha

## Performanțe Grand Slam
| C | F | SF | QF | #R | RR | Q# | P# | DNQ | A | Z# | PO | Au | Ag | Br | NMS | P | NH |

| Turnee Grand Slam |     |     |      |     |      |      |      |      |      |      |      |     |     |     |        |        |       |
| Australian Open   | 2R  | QF  | C    | NH  | C    | SF   | QF   | F    | SF   | F    | F    | SF  | 4R  | 2R  | 2 / 13 | 56–10  | 84.85 |
| French Open       | A   | 2R  | QF   | 2R  | 2R   | 4R   | F    | 1R   | QF   | 3R   | QF   | 1R  | 2R  | 4R  | 0 / 13 | 30–13  | 69.77 |
| Wimbledon         | 2R  | 2R  | 4R   | 3R  | SF   | C    | F    | C    | SF   | QF   | SF   | 2R  | 2R  | 2R  | 2 / 14 | 49–12  | 80.33 |
| US Open           | 1R  | 2R  | 4R   | SF  | SF   | 4R   | 4R   | 1R   | C    | C    | 2R   | 3R  | 3R  | QF  | 2 / 14 | 43–12  | 78.18 |
| Câștigat–Pierdut  | 1–3 | 6–4 | 16–3 | 8–3 | 17–3 | 18–3 | 19–3 | 13–3 | 21–3 | 19–3 | 16–4 | 8–4 | 7–4 | 9–4 | 6 / 54 | 178–47 | 79.11 |

## Performanțe Masters Series
| Turneu            | 1990 | 1991 | 1992 | 1993 | 1994 | 1995 | 1996 | Carieră |
| ----------------- | ---- | ---- | ---- | ---- | ---- | ---- | ---- | ------- |
| Indian Wells      | V    | SF   | -    | 2r   | SF   | SF   | 2r   | 1       |
| Miami             | F    | SF   | 3r   | QF   | QF   | 2r   | 4r   | 0       |
| Monte Carlo       | 3r   | 2r   | -    | SF   | SF   | 1r   | 2r   | 0       |
| Roma              | -    | -    | -    | -    | -    | QF   | QF   | 0       |
| Hamburg           | -    | QF   | V    | 3r   | 2r   | -    | -    | 1       |
| Canada            | -    | -    | -    | -    | -    | 2r   | -    | 0       |
| Cincinnati        | V    | QF   | SF   | F    | F    | 1r   | 2r   | 1       |
| Stuttgart Masters | F    | ?    | SF   | QF   | ?    | 2r   | 2r   | 0       |
| Paris Masters     | V    | 3r   | QF   | SF   | 2r   | -    | QF   | 1       |